# Alexânia
Alexânia es un municipio de Brasil, en el estado de Goiás.Su población estimada a julio de 2006 (IBGE) es de 22.689 habitantes. Está situada a 103 kilómetros de Goiânia.
Limita con los municipios de Corumbá de Goiás (N), Santo Antônio do Descoberto (E), Abadiânia (SO), Luziânia (S).
- Datos: Q955680
- Multimedia: Alexânia / Q955680

1. ↑  Worldpostalcodes.org,código postal n.º 72820-000.